# Призрен
При́зрен (серб. Призрен/Prizren алб. Prizren/Prizreni) — місто у частково визнаній країні Косово, розташоване на Балканському півострові, у Метохії. Призрен — друге за численністю місто Косова після Приштини.

## Адміністративна суперечка
Згідно з адміністративно-територіальним поділом Сербії є адміністративним центром Призренського округу автономного краю Сербії Косово і Метохія, згідно з адміністративно-територіальним поділом частково визнаної Республіки Косово, яка контролює місто, є адміністративним центром Призренського округу Республіки Косово. Розташоване біля підніжжя гір Шар. Населення міста — близько 107 тис. осіб. Приблизно 81 % населення — албанці, також у місті проживають босняки, цигани, турки та серби.

## Історія
У XIV столітті місто захопили османи під проводом Евреноса. До захоплення турками-османами місто входило до складу сербської і болгарської держави. В 1918 році Призрен був звільнений сербською армією і ввійшов до складу Сербії, а потім до складу Югославії.

## Відомі люди
- Катаріна Патрногич (1921—1971) — югославська політична діячка, учасниця Народно-визвольної війни в Югославії, депутатка Народної скупщини СФРЮ і діячка СР Сербії і САК Косово. Народний герой Югославії.
- Сладжана Станкович (1965—1999) — сербська військовослужбовець, яка брала участь у Косовській війни. Вважається першою жінкою-добровольцем в армії Союзної Республіки Югославії.